# United States Navy Band
| Till vänster: sigill. Till höger: logotyp. |  | Till vänster: sigill. Till höger: logotyp. |
| Till vänster: sigill. Till höger: logotyp. |  |                                            |

United States Navy Band är den primära musikkåren inom USA:s flotta, grundad år 1925. Den är baserad vid Washington Navy Yard i Washington, D.C. och består sammanlagt av 176 musiker, varav 4 officerare, uppdelade i sex ensembler.
United States Navy Band deltar i statsceremonier i huvudstaden och huvudstadsområdet som statsbesök, presidentinstallationer, statsbegravningar, därtill olika ceremonier inom USA:s försvarsdepartement samt inom marindepartementet och flottan, såsom militärbegravningar av flottister vid Arlingtonkyrkogården, överlämningsceremonier, paradmönstringar och även i underhållnings- och rekryteringssyfte.

## Ensembler

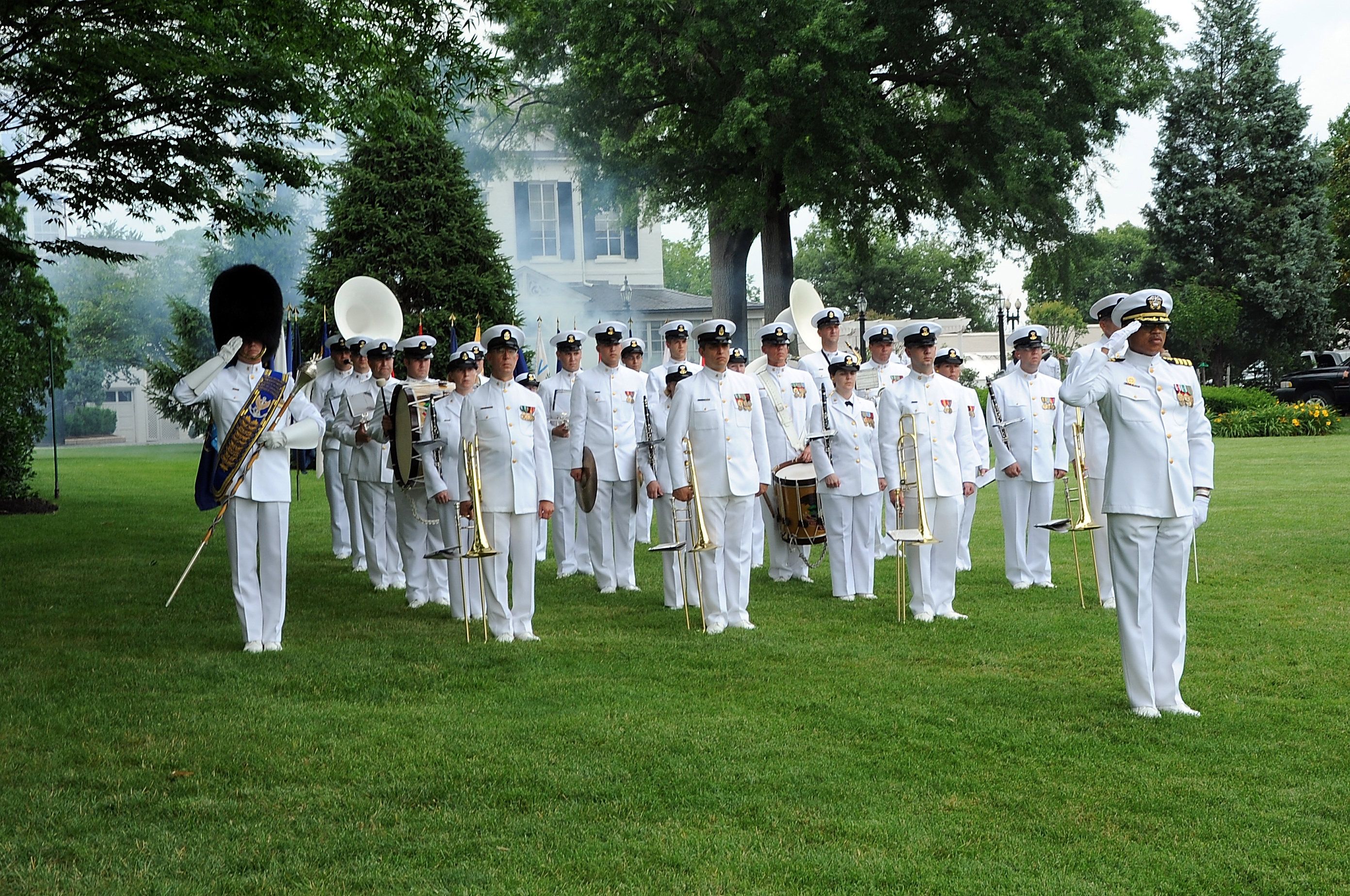
Ceremonial Band uppställda vid skjutande av honnörssalva under installationsceremonin för USA:s marinminister Ray Mabus (2009).

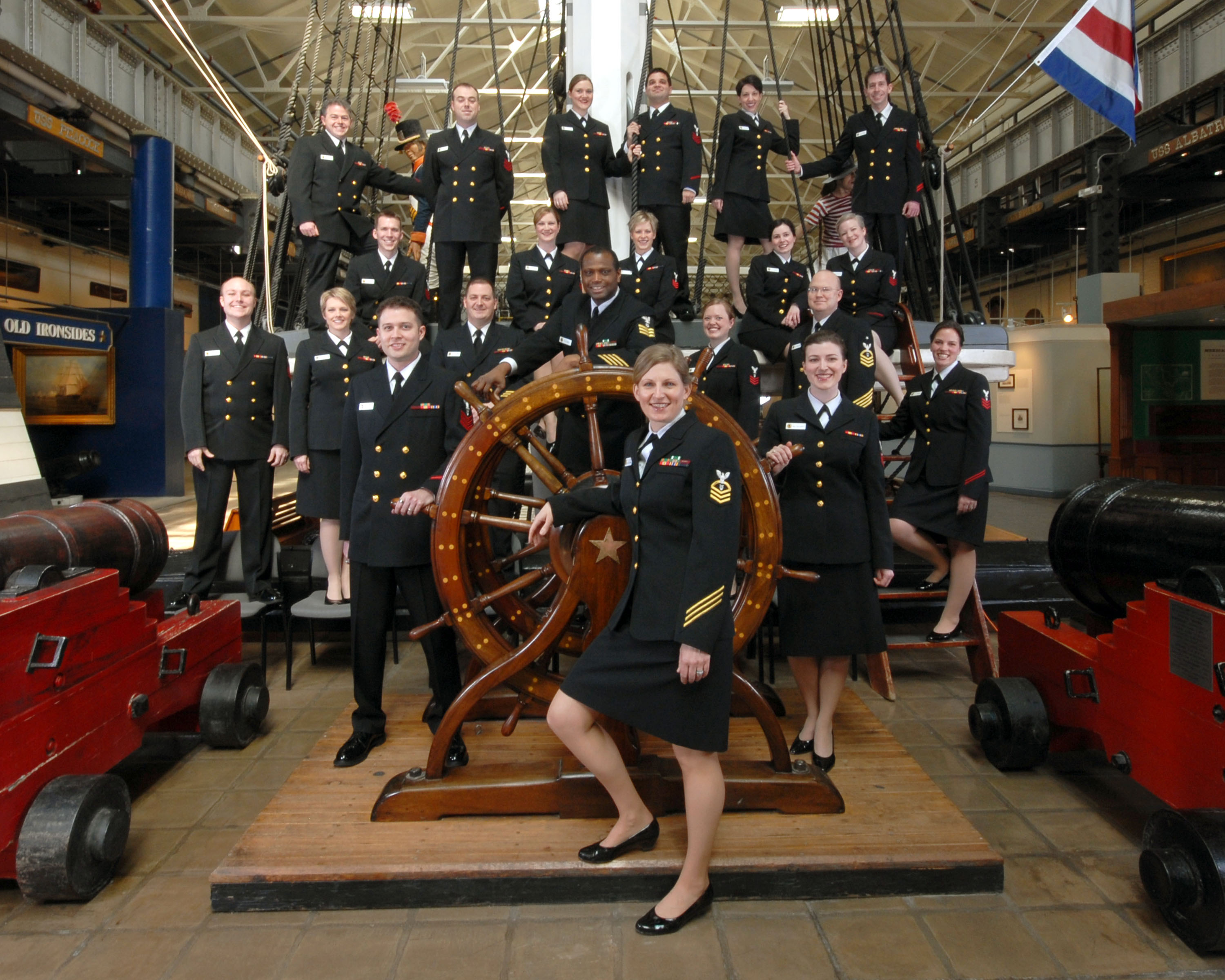
Gruppfoto av körgruppen Sea Chanters från 2009.

I USA:s flotta finns en lång musiktradition, från början med s.k. "shanty", dvs sjömanssånger som sjungs under arbetet. En orkester bildades under 1800-talet vid United States Naval Academy i Annapolis, Maryland, vid vilken orkesterledaren Charles A. Zimmermann komponerade Anchors Aweigh, som med tiden blivit flottans signaturmarsch. Vid tiden för första världskriget bildades flera orkestrar runt om i flottan då många musiker tagit värvning. 1925 skrev USA:s president Calvin Coolidge under ett lagförslag som bildade United States Navy Band.
United States Navy Band består av flera olika ensembler som fyller olika syften. De två översta har funnits sedan starten.
- Ceremonial Band, traditionell militärmusikkår som framför sin musik utomhus samt under marsch.
- Concert Band, stationär blåsorkester.
- Sea Chanters, en blandad kör med repertoar från "Brahms till Broadway". Från starten 1956 ursprungligen en manskör men från 1980 även med kvinnor.[1]
- Commodores,  bildad 1969 framför jazzmusik.
- Country Current, bildad 1973 framför country- och bluegrassmusik.
- Cruisers, bildad 1999 framför samtidsmusik.

## Flygolycka 1960
Den 25 februari 1960 reste 19 orkestermedlemmar från Buenos Aires till Rio de Janeiro för att sammanstråla med resten orkestern för spela vid en mottagning för USA:s president Dwight D. Eisenhower och Brasiliens president Juscelino Kubitschek. När flottans transportplan gick in för landning kolliderade det i luften med ett brasilianskt trafikflygplan inte långt från Sockertoppen. 61 människor ombord omkom varav 19 orkestermedlemmar och endast tre flottister som satt längst bak i planet och spelade kort överlevde. Trots den stora förlusten fortsatte orkestern planenligt sin turné i Sydamerika.